# Victoria River (vattendrag i Australien, Victoria)
Victoria River är ett vattendrag i Australien. Det ligger i delstaten Victoria, omkring 240 kilometer öster om delstatshuvudstaden Melbourne.
I omgivningarna runt Victoria River växer huvudsakligen savannskog. Trakten runt Victoria River är nära nog obefolkad, med mindre än två invånare per kvadratkilometer. Genomsnittlig årsnederbörd är 1 071 millimeter. Den regnigaste månaden är juni, med i genomsnitt 164 mm nederbörd, och den torraste är juli, med 43 mm nederbörd.